# Santuario di Birnau
Il santuario di Birnau, in tedesco Wallfahrtskirche Birnau è un importante santuario mariano della Germania.
Sorge sulle rive del lago di Costanza, nel comune di Uhldingen-Mühlhofen.
Rappresenta uno dei capolavori del Rococò.

## Storia e descrizione

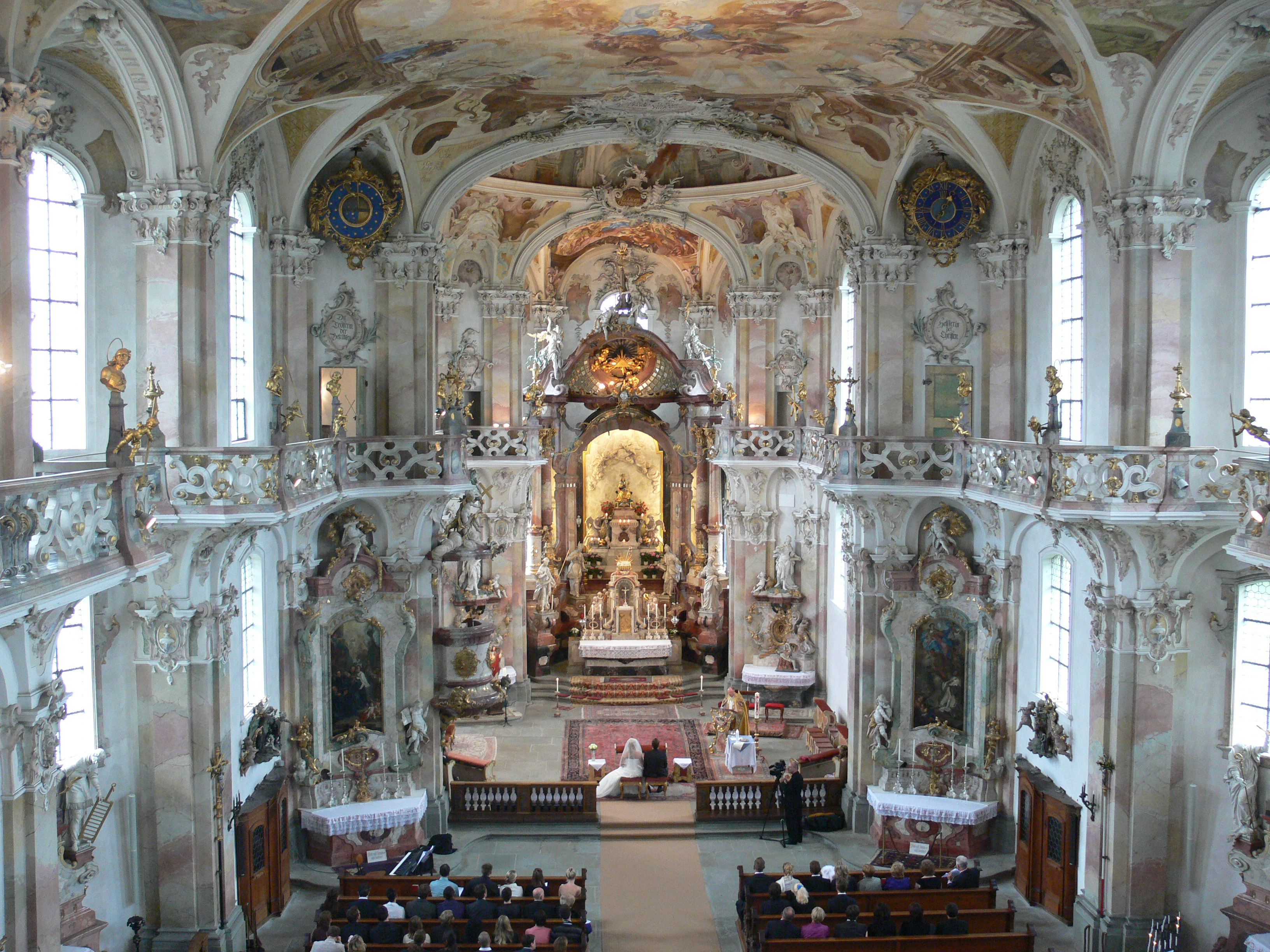
Lo sfarzoso interno.

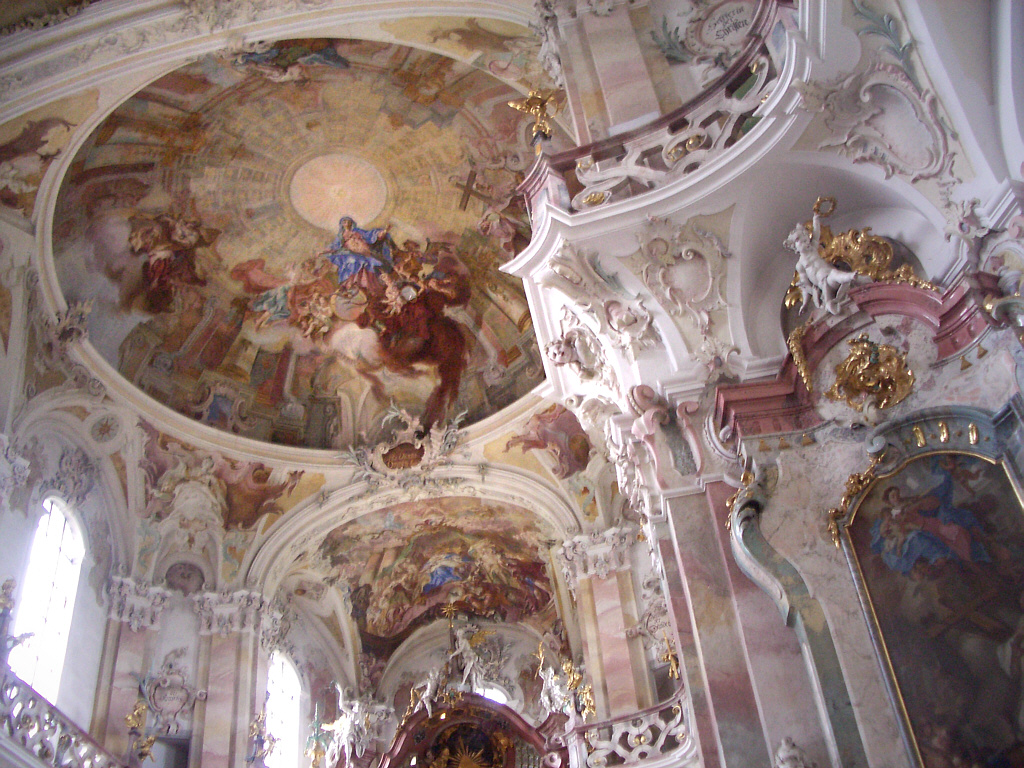
Particolare della decorazione rococò.

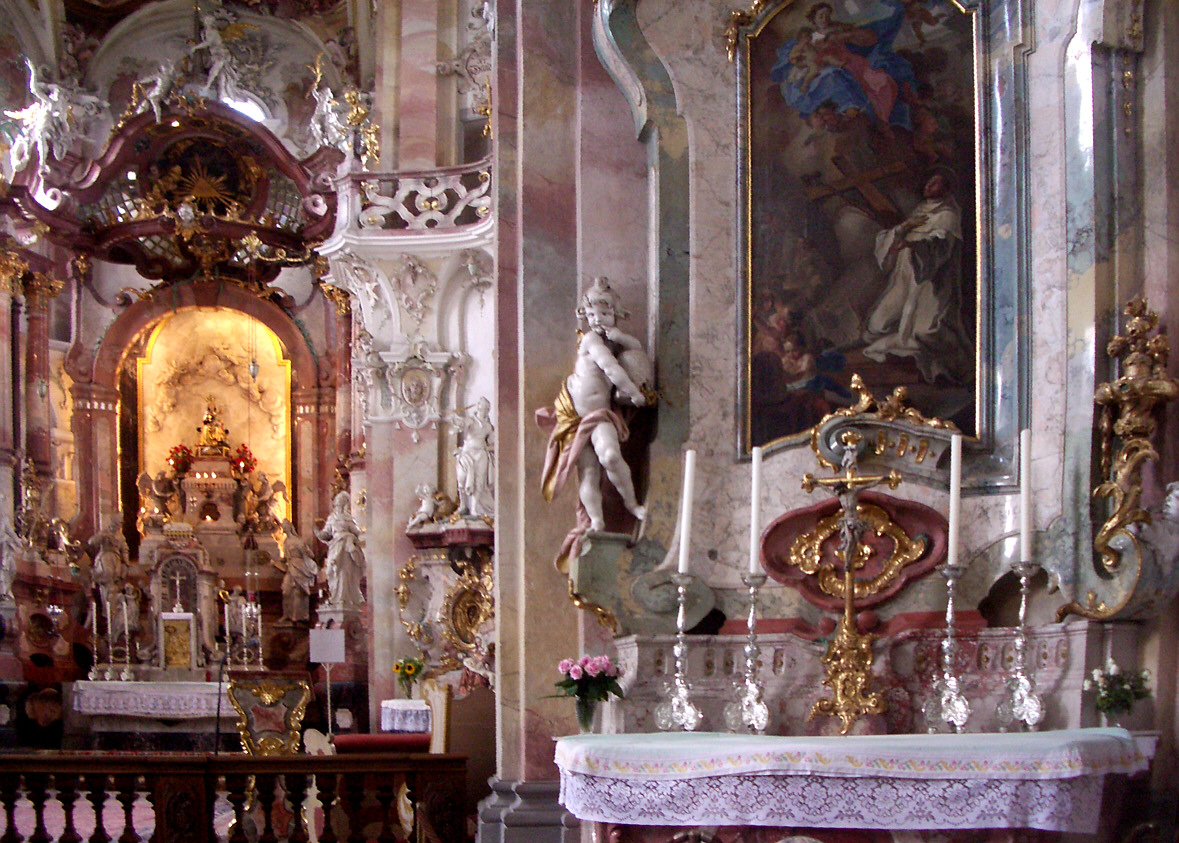
Veduta con lo Honigschlecker di Feichtmayr.

Una prima chiesa venne qui costruita nel IX secolo, nel territorio dell'abbazia imperiale di Salem. L'afflusso incessante e crescente dei pellegrini nel corso dei secoli hanno portato, nel 1741, l'abate Konstantin Miller (1725–1745) a prendere la decisione di sostituire l'edificio con uno più grande.
Il progetto venne affidato all'architetto Peter Thumb, che aveva già lavorato in Alsazia e nella Foresta Nera, il quale concepì un'imponente chiesa barocca dominata da una torre.
La prima pietra del nuovo santuario venne posta dall'abate Anselm II Schwab l'11 giugno 1747. I lavori si svolsero molto rapidamente, tanto che l'edificio venne consacrato già il 21 settembre 1750.
Nel 1804, con la Reichsdeputationshauptschluss, l'abbazia di Salem venne secolarizzata e il santuario di Birnau venne chiuso al culto. Le sue campane e l'organo vennero venduti all'asta.
Solo nel 1919 l'edificio venne riaperto al culto, quando la chiesa e gli annessi vennero acquistati dall'abbazia territoriale di Wettingen-Mehrerau (Austria). Il complesso in seguito venne completamente restaurato e nel 1971 papa Paolo VI elevò la chiesa al rango di basilica minore.

## Descrizione
Il complesso è preceduto dal palazzo priorale che, incentrato sull'alta torre a bulbo di 51 metri, ne fa da facciata. La chiesa, alla quale si accede dal portico sotto la torre, è pianta basilicale, con accenno di transetto e profondo coro.
L'interno, a navata unica, è un capolavoro della decorazione rococò, sontuosamente realizzata fra il 1748 e il 1757  dal grande Joseph Anton Feichtmayr. L'affresco della volta, con Scene della Vita di Maria, e le pale degli altari, sono opera del moravo Gottfried Bernhard Göz.
Anche l'insieme del mobilio è opera di Feichtmayr, di cui celebre è lo Honigschlecker, putto col miele, posto sull'altare laterale di San Bernardo.

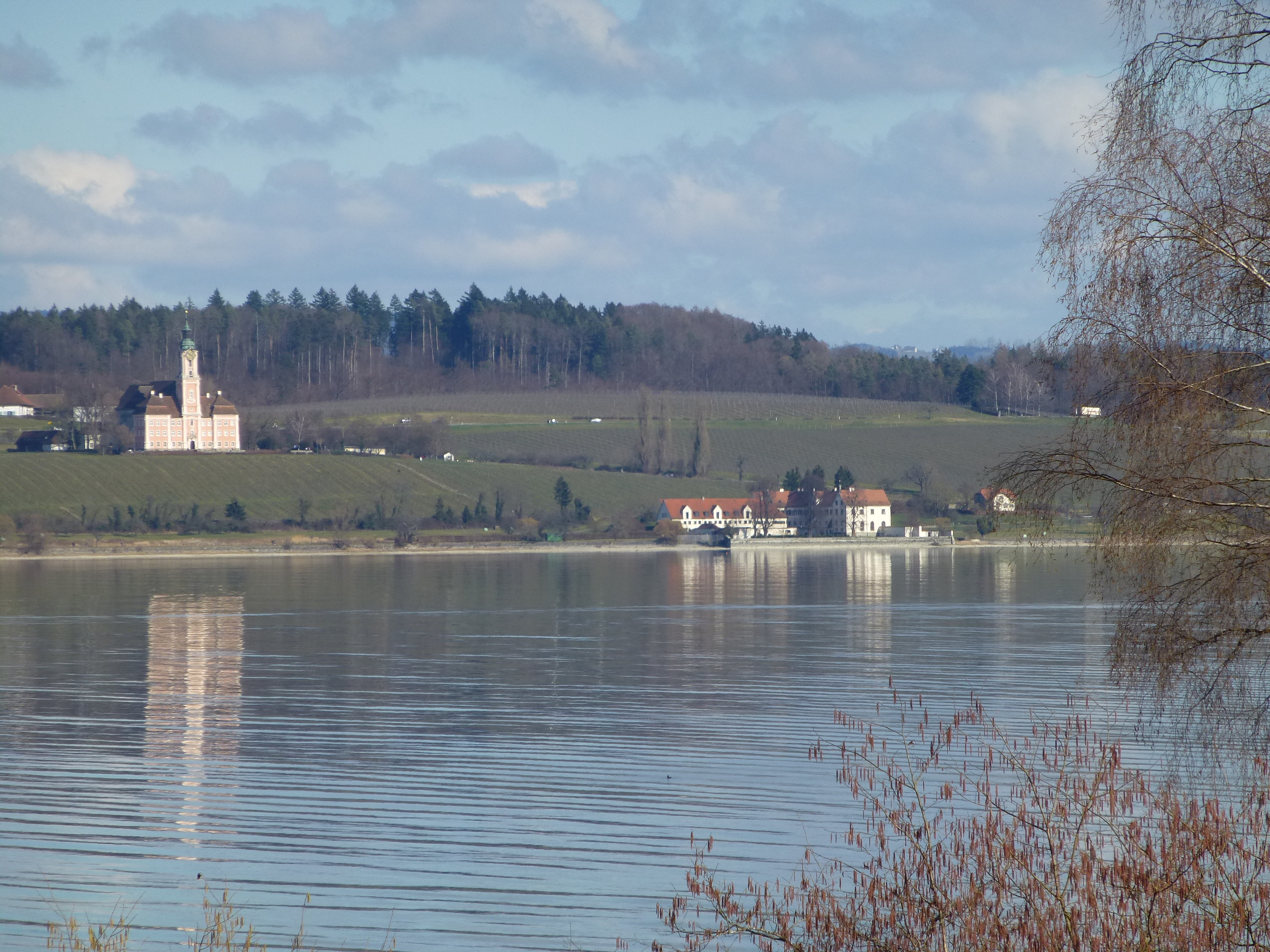
Veduta con il Lago di Costanza.
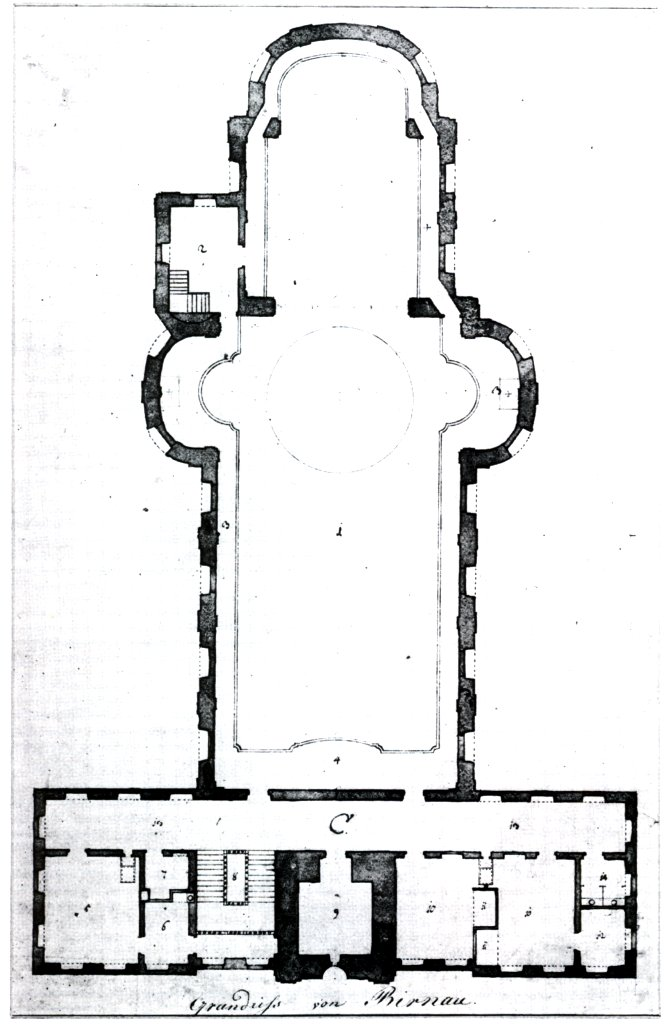
Pianta dell'edificio.
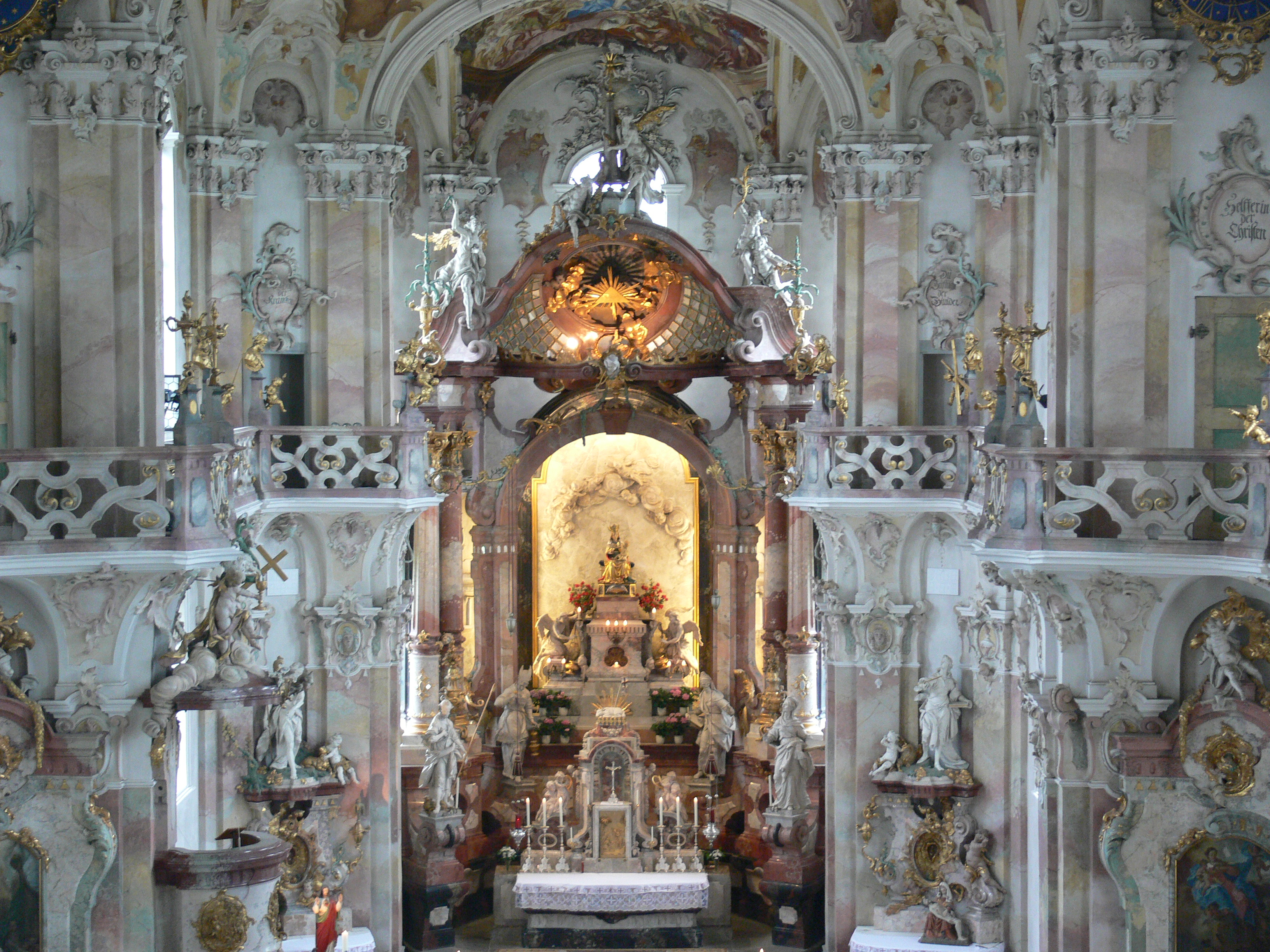
L'Altar maggiore.